# Sibley (Luizjana)
Sibley – miasto w Stanach Zjednoczonych, w stanie Luizjana, w parafii Webster.